# Duga Gora
 Duga Gora  falu Horvátországban, Károlyváros megyében. Közigazgatásilag  Generalski Stolhoz tartozik.

## Fekvése
Károlyvárostól 25 km-re délnyugatra, községközpontjától 4 km-re nyugatra  a Dobra jobb partján fekszik.

## Története
A településnek 1857-ben 614, 1910-ben 610 lakosa volt. Trianon előtt Modrus-Fiume vármegye Ogulini járásához tartozott. 2011-ben 60 lakosa volt.

## Lakosság
| Lakosság változása | Lakosság változása | Lakosság változása | Lakosság változása | Lakosság változása | Lakosság változása | Lakosság változása | Lakosság változása | Lakosság változása | Lakosság változása | Lakosság változása | Lakosság változása | Lakosság változása | Lakosság változása | Lakosság változása | Lakosság változása |
| ------------------ | ------------------ | ------------------ | ------------------ | ------------------ | ------------------ | ------------------ | ------------------ | ------------------ | ------------------ | ------------------ | ------------------ | ------------------ | ------------------ | ------------------ | ------------------ |
| 1857               | 1869               | 1880               | 1890               | 1900               | 1910               | 1921               | 1931               | 1948               | 1953               | 1961               | 1971               | 1981               | 1991               | 2001               | 2011               |
| 614                | 0                  | 0                  | 633                | 634                | 610                | 553                | 570                | 607                | 591                | 577                | 455                | 310                | 206                | 114                | 60                 |